# Осиновка (Братск)
Осиновка — упразднённый рабочий посёлок в Иркутской области. В 1999 году включен в состав Братска и исключен из учётных данных.

## География
Расположен на правом берегу реки Ангара. Примыкает к посёлку Гидростроитель.

## История
До возникновения посёлка на этом месте была обоснована крестьянская заимка, прикрытая осиновыми перелесками. Отсюда и пошло нынешнее название поселка — Осиновка. Недалеко от поселения находились поля и сенокосные угодья.
В конце 1950-х годов, при постройке Братской ГЭС и заполнении территории посёлка Заярск-2 водами Братского водохранилища нужно было найти место для размещения посёлка, железнодорожной станции, лесозаготовительного участка, мастерских депо и других служб и помещений, оставшихся от бывших лагерных подразделений Ангарлага и управления «Ангарстроя». Было несколько предложений в разных местах города, но остановились на Осиновке.
В 1956 году в полевых условиях была образована железнодорожная станция Осиновка, необходимая для строителей Братской ГЭС. Появился небольшой с рублёными домиками посёлок. Железнодорожный путь проходил от Правобережного полустанка Ангаро — Ленской магистрали, проложенной в 1955 году.
Из перевезённых жилых домов возник в Осиновке целый обособленный жилой массив — Заярский. Большинство же строений в поселке возведено заново со всеми коммунальными удобствами из бетона и кирпича.
С 1999 года присоединён к Братску.

## Население
| 1970   | 1979    | 1989    |
| ------ | ------- | ------- |
| 10 895 | ↗14 427 | ↗15 874 |

В 1973 году в посёлке проживало 12,4 тыс. жителей.

## Инфраструктура
В Осиновке расположилось управление «Ангарстрой» и ряд его подразделений: строительно-монтажные поезда (СМП), центральная автобаза (ЦАБ)и другие, силами которых был построен весь жилой фонд и социальные объекты — школы, детские сады, дом культуры, стадион «Локомотив», крытый бассейн и другие.

## Транспорт
Автомобильный и железнодорожный транспорт.
Проходит федеральная автотрасса А-331 Вилюй

## Культура
В поселке находится дом культуы «Транспортный строитель» и несколько памятников и монументов, в том числе монумент «Транспортным строителям Восточной Сибири».